# Electronic Music Laboratories

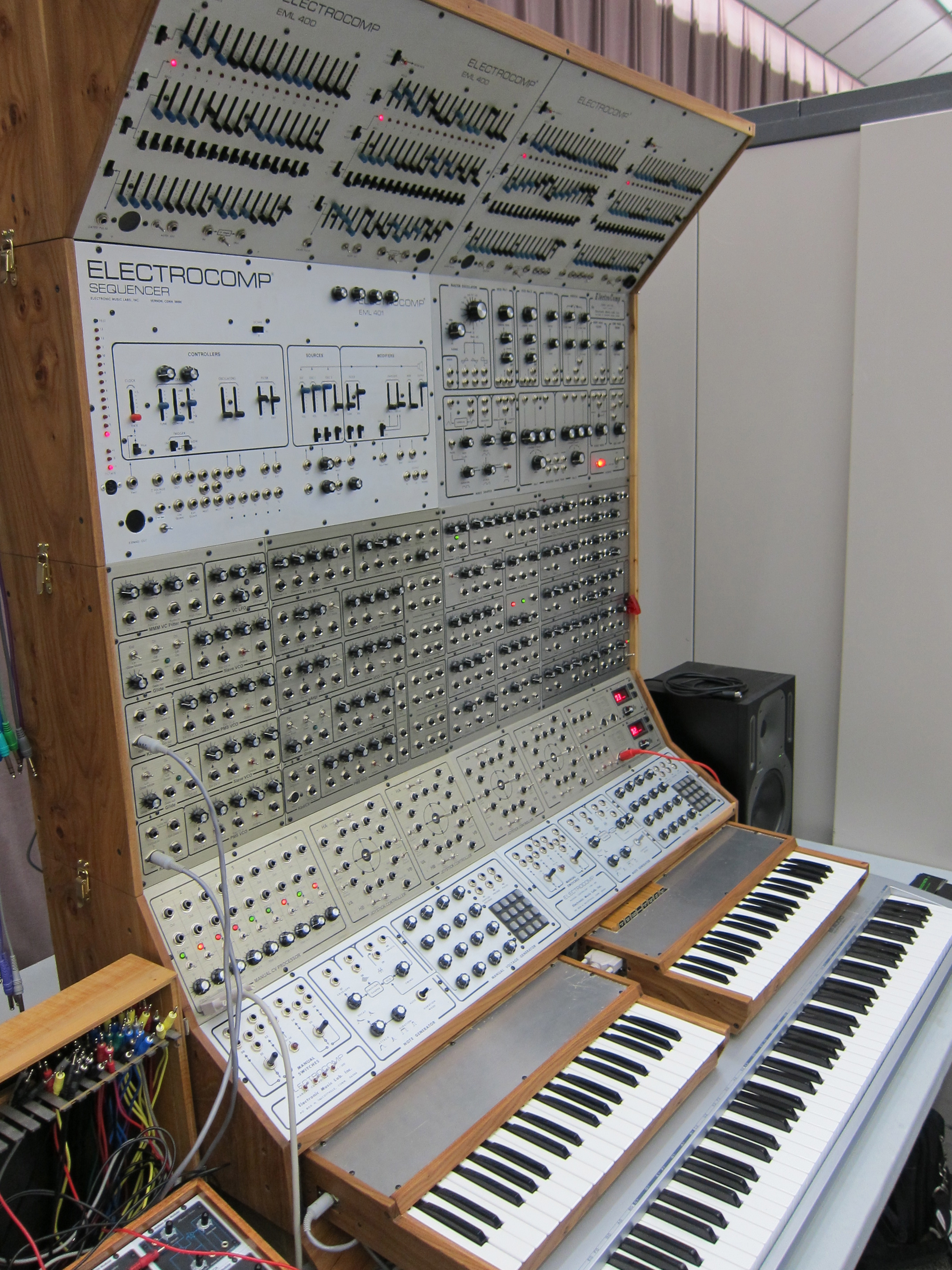
EML ElectroComp 401 modular synth & sequencer. Custom built by George Mattson

Electronic Music Laboratories (EML) war eine US-amerikanische Firma, die Synthesizer herstellte.
Sie wurde 1968 in Vernon, Connecticut, von vier ehemaligen Ingenieuren gegründet.
Die Firma beendete 1976 die Produktion von Synthesizern, bestand aber bis 1984 fort, indem sie Produkte für andere Firmen entwarf und herstellte sowie die eigenen Synthesizer reparierte.

## Produkte
- Der ElectroComp 101
- Der ElectroComp 200
- Der ElectroComp 400/401
- Der ElectroComp 500
- Der PolyBox
- Der SynKey